# 桑坦德銀行
桑坦德銀行（西班牙語：Banco Santander, S.A., LSE：BNC, ：SAN），亦稱西班牙國際銀行，是创立于1857年，总部设在西班牙桑坦德的銀行。桑坦德銀行拥有员工近20万，截止2022年底，在全球共经营9,019家分支机构，是西班牙最大銀行，歐洲第四大銀行。

## 业务
桑坦德银行为个人和公司提供各种银行产品与服务，包括：
- 存款产品：包括活期与定期存款
- 抵押贷款：包括汽车融资与个人信贷
- 消费金融
- 移动银行与电子银行服务
- 企业银行、财富与投资银行活动
- 设计与管理共同基金与退休基金
- 投资公司
- 提供现金管理、贸易融资与基础融资、托管服务
- 参与销售和分配固定收益与股票、利率、通膨产品
- 针对批发与零售客户提供交易与对冲汇率与短期货币市场商品
- 股票经纪、衍生性商品之投资及对冲解决方案
- 提供资产管理服务
- 投资组合管理和保单
- 担保和其他可能发生的负债
- 咨询服务
- 代收代付服务

## 歷史
2002年12月11日，美國銀行耗資16億美元從桑坦德銀行收購墨西哥第三大銀行桑坦德·塞爾芬銀行（Grupo Financiero Santander Serfin）25%的股份，2010年桑坦德銀行以25億美元從美國銀行手中買回股權。
2004年7月26日，桑坦德銀行以1股股份另25便士的价格收购英国第六大银行阿比国民银行（AbbeyNationalPLC）的每1股股份。交易价值為89億英鎊。阿比國民銀行擁有英國抵押貸款市場11％的份額以及1800萬客戶，741家分支机构。
2007年10月14日，桑坦德銀行、富通銀行及蘇格蘭皇家銀行組成之財團以1010億美元收購荷蘭銀行，桑坦德銀行獲得荷蘭銀行意大利及巴西業務。
2008年7月16日，桑坦德銀行同意以总价12.6亿英镑全股票的方式收购英国第七大银行联合莱斯特银行Alliance & Leicester。
2008年9月29日，桑坦德銀行子公司Abbey National PLC将以6.12亿英镑收购Bradford & Bingley PLC (BB.LN)的零售存款业务和197家分支机构，270万个客户以及价值200亿英镑的存款。
2006年，桑坦德銀行以33億美元的價格收購了美國主權銀行24.9%的股份。2008年10月14日桑坦德銀行以價值19億美元的股票收購其尚未持有的美國最大儲蓄銀行美國主權銀行（Sovereign Bancorp）75.1%股份。根據雙方的協議﹐每股Sovereign股份將交換桑坦德銀行0.2924份美國存托憑證(ADR)。相當於每股3.81美元。Sovereign Bancorp Inc的業務主要集中在美國大西洋沿岸中部區和東北地區﹐有790億美元資產和750個分支機構。
2008年11月10日，桑坦德銀行以每股4.5欧元的价格增发16亿股，以募集72亿欧元（92亿美元）的资金。
2009年10月7日，桑坦德銀行的巴西分公司Santander Brazil SA 將發行6億個單位的新股，約占總股份的17%，每股售價23.50雷亞爾和13.40美元，相當於籌資141亿巴西雷亚尔進行IPO首度公開上市，这项IPO对巴西桑坦德银行的估值为341.5亿欧元。於10月6日公開招股，新股在巴西和紐約兩地同時上市，美國存託憑證訂10月7日在紐約證交所開始交易，隔日在巴西交易所正式掛牌。此次發行的每個股權單位相當於一股美國存託股票（ADS）﹐代表著55股普通股和50股優先股。
2009年11月11日，桑坦德銀行以9.04億美元收購滙豐融資旗下汽車融資貸款管理部門及10億美元貸款結欠額。桑坦德銀行以折價從困境中的貸款商手中買進美國的小規模汽車貸款組合﹐將其整合到Santander Consumer Finance USA之中。
2010年7月12日，桑坦德銀行以5.55億歐元收購瑞典北歐斯安銀行(SEB)在德國的173家零售分行，以擴展在德國的銀行業务。
2010年8月3日，桑坦德銀行的英國子公司（Santander UK）同意以16.5億英鎊代價，其中包括3.5億英鎊的商譽金，收購蘇格蘭皇家銀行在英格蘭、威爾士及NatWest銀行蘇格蘭分行的部分業務。本次收購包括蘇格蘭皇家銀行在英格蘭和威爾士的311家分行、NatWest的7家分行以及40個中小企業銀行中心、400多名客戶關係經理、4個企業銀行中心和3個私人銀行中心。180萬零售客戶、約24.4萬中小企業客戶以及1200個中期公司客戶，成為在英國分支機構網絡第四大的銀行，中小型企業市場中的份額也將從3%上升至8%。
2011年6月1日，桑坦德銀行以37.36億美元（约29.38億欧元）向愛爾蘭聯合銀行收购波蘭第三大銀行zachodni銀行70.36%的股权。根据協議，西班牙國家銀行還將以1.5億歐元收購愛爾蘭聯合銀行持有BZ WBK AIB Asset Management股份的50%。
2011年10月28日，桑坦德銀行旗下的其美國消費金融部門向華平投資集團（Warburg Pincus）、KKR和Centerbridge Partners控制的一項投資工具融資10億美元，這三家機構將持有桑坦德美國消費金融部門25%的股份，Dundon DFS和桑坦德自身分別持有10%和65%。桑坦德美國消費金融部門擁有2800名員工，客戶超過200萬，去年創造利潤4.55億美元。

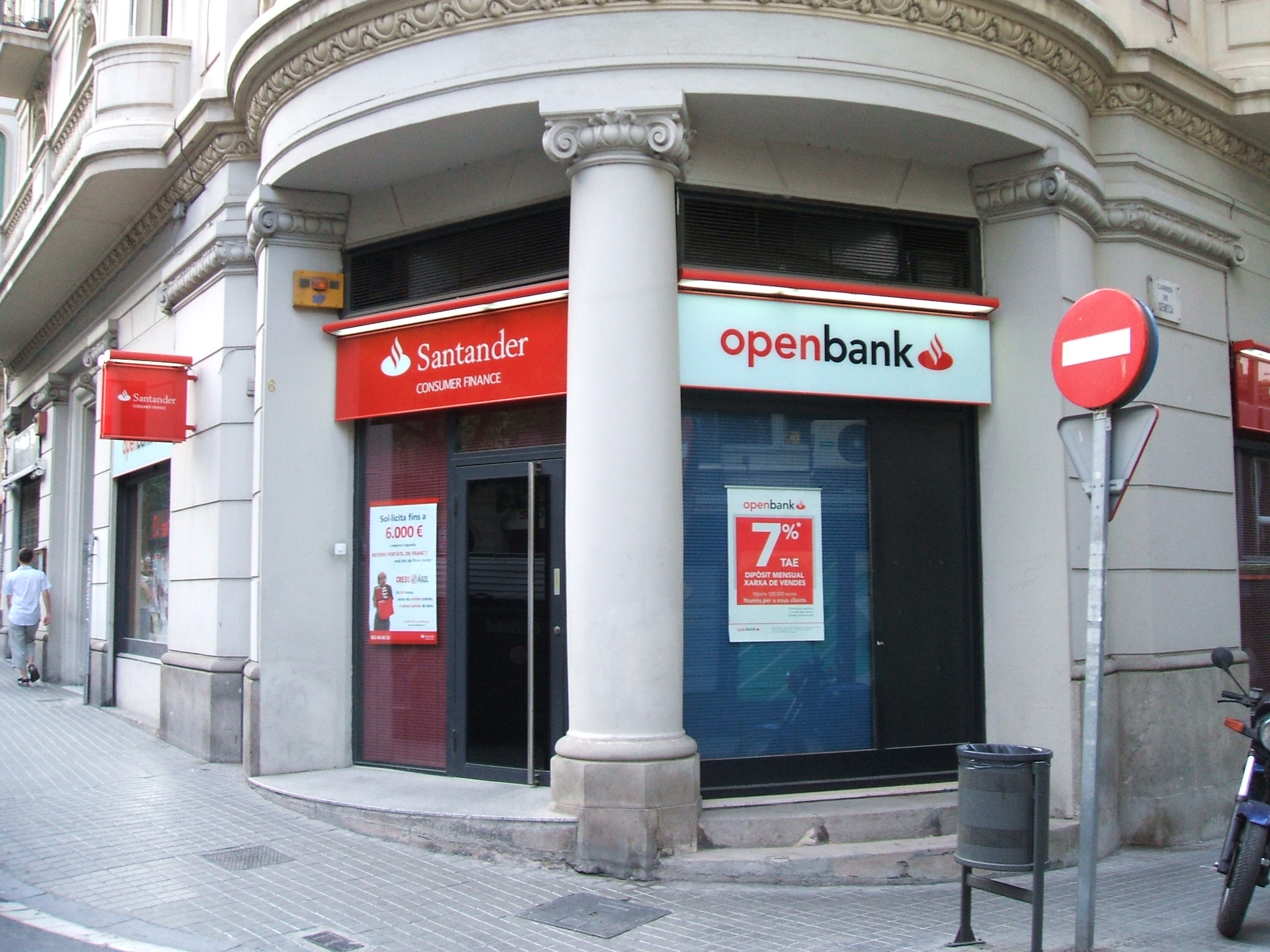
巴塞隆納一家分行

2011年11月24日，桑坦德銀行以10.53億美元出售旗下智利桑坦德銀行的7.8%股份，持股比例減少至67％。桑坦德銀行智利分行是智利最大的銀行，截至2011年9月30日，該銀行擁有資本439.7億美元，其中儲戶儲蓄金額為267.33億美元。該行目前在智利擁有1.17萬名員工，494家分行，擁有智利最大的銀行網絡。同年12月7日再出售旗下的Banco Santander Colombia SA股權給智利Corpbanca銀行，售價為12億美元。
2012年3月7日，桑坦德銀行子公司桑坦德消費金融公司（Santander Consumer Bank AG）以人民幣3.06億元（合4,800萬美元）收購北京銀行旗下消費金融子公司北銀消費金融有限公司(Bank of Beijing Consumer Finance Co.)20%的股權。
2013年12月11日，滙豐控股旗下香港上海匯豐銀行已經簽訂協議，向桑坦德銀行出售所持有的上海銀行8%股權3.3872億股，未有透露交易金額，桑坦德銀行表示，預計交易總成本達4.7億歐元，約相當於50.5億港元。
2017年6月7日，桑坦德銀行以1歐元象徵性價格收購陷入困境的西班牙第五大银行西班牙人民銀行。桑坦德銀行将进行一次约70亿欧元的增资，以筹集加强西班牙人民銀行的负债表所需要的资金和准备金。
2019年1月23日，桑坦德银行宣布，因英国银行客户转向数字平台，对实体银行服务需求减少，将关闭银行在英国的140家分支机构。此项决定涉及該行1270名员工职位。

## 外部連結
- Group Website （页面存档备份，存于）